# Мерзлякова, Галина Витальевна
Гали́на Вита́льевна Мерзляко́ва (род. 25 мая 1958, Ижевск, УАССР, СССР) — советский и российский учёный, политический и общественный деятель. Доктор исторических наук, профессор. Депутат Государственного Совета Удмуртской Республики 3-го (2003—2007) и 4-го созывов (2007—2012). С 2012 года — ректор Удмуртского государственного университета.

## Биография
Галина Витальевна Мерзлякова родилась 25 мая 1958 года в Ижевске. В 1975 году окончила среднюю школу № 66 города. В 1976 году поступила на рабочий факультет Удмуртского государственного университета, а в 1982 году окончила его исторический факультет, после чего обучалась в аспирантуре Ленинградского государственного университета и досрочно защитила кандидатскую диссертацию на тему «Деятельность удмуртской партийной организации по руководству женским движением в годы второй пятилетки».
По возвращении в Ижевск работала ассистентом кафедры истории и политологии УдГУ, проявляя при этом активную жизненную позицию: являлась членом парткома университета, возглавляла Совет молодых учёных, в 1987 году была избрана депутатом районного совета Индустриального района города. В 1989 году Мерзлякова была направлена в докторантуру Ленинградского государственного университета, и в 1993 году защитила докторскую диссертацию «Вклад женщин Поволжья и Приуралья в победу в Великой Отечественной войне», после чего вернулась в УдГУ и возглавила кафедру истории и политологии. При её непосредственном участии в университете в был открыт Совет по защите кандидатских диссертаций, который позднее был преобразован в Совет по защите докторских диссертаций, по специальности «Отечественная история».
В 1994 году под началом Галины Витальевны впервые в России были открыты Высшие женские курсы, впоследствии ставшие визитной карточкой университета. В 1996 году они были преобразованы в факультет, а ещё два года спустя получили статус Института. С 2007 года занимала должность первого проректора, проректора по учебной работе, исполняющей обязанности ректора Удмуртского государственного университета. В 2012 году была выбрана ректором УдГУ, а в 2017 переизбрана на эту должность.
С 2004 года Мерзлякова возглавляла общественное движение «Культурно-образовательные инициативы», является автором ряда общественно значимых проектов. В 2003 и 2007 годах избиралась депутатом Государственного Совета Удмуртии, работала в постоянной комиссии по науке, образованию, культуре и молодёжной политике. Член партии «Единая Россия».

## Научные монографии
Галина Витальевна Мерзлякова является автором 10 научных монографий:
- «Не будет подвигу конца… О вкладе женщин Удмуртии в победу в Великой Отечественной войне» (1989);
- «Героини второго фронта. О вкладе женщин автономных республик РСФСР в победу Великой Отечественной войны» (1992);
- «Времени не подвластно… О вкладе женщин Поволжья и Приуралья в победу в Великой Отечественной войне» (2002);
- «История возникновения и развития туристско-экскурсионного дела в России (на примере Удмуртии)» (2005);
- «История книжной торговли в Удмуртии (1917—1941 гг.)» (2006);
- «Формирование гражданственности и патриотизма (из опыта работы Удмуртской Республики)» (2007);
- «Развитие экологического туризма в России на рубеже XX—XXI веков» (2007);
- «Формирование гражданственности и патриотизма (из опыта работы в Удмуртской Республике)» (2009);
- «Удмуртский государственный университет в образовательном пространстве на рубеже XX—XXI веков (исторический аспект)» (2009);
- «Опыт реализации государственной молодежной политики в Удмуртской Республике в 1990-е — начале 2000-х гг. (кадровый аспект)» (2011).

## Награды и звания
За годы своей научной, общественной и политической деятельности Галина Витальевна Мерзлякова была удостоена следующих званий и наград:
- Почётная грамота Министерства общего и профессионального образования РФ (1996);
- Почётное звание «Заслуженный работник народного образования Удмуртской Республики» (2001);
- Почётная грамота Государственного Совета (2002);
- Отраслевой знак отличия «За активную работу с молодёжью» (2005);
- Почётное звание «Заслуженный работник высшей школы Российской Федерации» (2010).

## Санкции
6 марта 2022 года после вторжения России на Украину подписала письмо в поддержу российской агрессии. С 9 июня 2022 года находится под персональными санкциями Украины за поддержку войны. Также была внесена ФБК в список коррупционеров и разжигателей войны за поддержку нападения на Украину, 16 марта 2022 года форумом свободной России внесена в «Список Путина» и доклад «поджигателей войны» с предложением введения против неё международных санкций.